# Pierwsza Towarowa Kompania
Pierwsza Towarowa Kompania (ros. OAO Первая грузовая компания, ang. JSC Freight One, PGK) – rosyjski przewoźnik kolejowy. Firma jest jednym z największych rosyjskich towarowych operatorów kolejowych. Należy do niej 21% rynku przewozów towarowych na terenie Federacji Rosyjskiej.
Spółka została założona w 2007 roku w związku restrukturyzacją Kolei Rosyjskich. Przewozy rozpoczęła w 2009 roku, a w latach 2011-2012 została sprywatyzowana. 100% udziałów w firmie posiadają spółki należące do rosyjskiego miliardera Władimira Lisina. 
Po pięciu latach działalności (2007-2012) Freight One został sprzedany w prywatne ręce za 175 miliardów rubli. Ta sprzedaż była i pozostaje największą transakcją prywatyzacyjną w Federacji Rosyjskiej. 
W skład taboru firmy wchodzi 235247 wagonów towarowych różnych typów. Oprócz Rosji swoją działalność spółka prowadzi również na terenie Ukrainy i Finlandii, gdzie posiada swoje przedstawicielstwa i spółki zależne.